# Ceropegia ambovombensis
Ceropegia ambovombensis är en oleanderväxtart som beskrevs av W. Rauh och Gerold. Ceropegia ambovombensis ingår i släktet Ceropegia och familjen oleanderväxter. Inga underarter finns listade i Catalogue of Life.